# Ramzi Safouri
Ramzi Safouri (Jaffa, 21 de octubre de 1995) es un futbolista israelí que juega en la demarcación de centrocampista para el Antalyaspor de la Superliga de Turquía.

## Selección nacional
Tras jugar en las categorías inferiores de la selección, finalmente el 26 de marzo de 2022 debutó con la selección de fútbol de Israel en un encuentro amistoso contra Alemania que finalizó con un resultado de 2-0 a favor del combinado alemán tras los goles de Kai Havertz y Timo Werner.

## Clubes
| Club                        | País    | Año       | Partidos | Goles |
| --------------------------- | ------- | --------- | -------- | ----- |
| Hapoel Tel Aviv FC          | Israel  | 2013-2016 | 80       | 8     |
| Bnei Sakhnin FC (cedido)    | Israel  | 2016-2017 | 35       | 5     |
| Hapoel Ashkelon FC (cedido) | Israel  | 2017-2018 | 17       | 1     |
| Maccabi Netanya FC (cedido) | Israel  | 2018      | 13       | 2     |
| Hapoel Tel Aviv FC          | Israel  | 2018-2019 | 33       | 8     |
| Hapoel Be'er Sheva FC       | Israel  | 2019-2021 | 55       | 5     |
| FC Ashdod (cedido)          | Israel  | 2021      | 15       | 3     |
| Hapoel Be'er Sheva FC       | Israel  | 2021-2023 | 84       | 24    |
| Antalyaspor                 | Turquía | 2023-     | 65       | 4     |

## Palmarés

### Títulos nacionales
| Título              | Club               | País   | Año  |
| ------------------- | ------------------ | ------ | ---- |
| Copa de Israel      | Hapoel Be'er Sheva | Israel | 2020 |
| Copa de Israel      | Hapoel Be'er Sheva | Israel | 2022 |
| Supercopa de Israel | Hapoel Be'er Sheva | Israel | 2022 |